# Melcior Marcer i Torrella
Melcior Marcer i Torrella (Barcelona, 21 de setembre del 1883 - Barcelona, 24 de Novembre del 1972) va ser un enginyer industrial i químic català.

## Biografia
Fill d'ebenista, va aprendre l'ofici i treballà amb el seu pare per a poder costejar-se els estudis. L'any 1907 va obtenir el títol de Batxillerat. Havent acabat el Batxillerat va matricular-se a l'Escola Tècnica Superior d'Enginyeria Industrial de Barcelona. Va ser membre dels Estudis Universitaris Catalans on hi publicà diversos articles sobre química i geologia. Fou membre del Centre Excursionista de Catalunya on participà en la creació d'una secció de geologia i geografia física l'any 1908. També va ser membre de la Secció de Fotografia del CEC juntament amb Josep Maria Co i de Triola. L'any 1911 amb altres exalumnes va impartir classes de Geologia amb el títol Geologia Catalana. L'any 1915 va graduar-se en Enginyeria industrial, aquest mateix any constava com a vocal dins de la Secció de Geologia i Geografia del CEC. Formava part de la Comissió de Publicacions de la revista Tècnica (revista de l'Associació d'Enginyers Industrials de Catalunya). Dos anys més tard marxà a París on entrà en contacte amb la International Society of Leather Trades, va ser escollit com a membre dins de la secció espanyola conjuntament amb Lluís Isamat Lazzoli. En finalitzar l'estada a París tornà a Barcelona on treballà per la indústria privada. L'any 1935 continuava publicant la revista Tècnica.

## Fons fotogràfic
A l'Arxiu Fotogràfic de Barcelona s'hi troba el fons de Melcior Marcer. Format per un extens recull d'imatges en placa de vidre de temàtica social, familiar, paisatgista, urbana i arquitectònica. Les imatges del fons van ser preses a partir del 1915.